# چبیکو، شهرستان زیلونا گورا
چبیکو، شهرستان زیلونا گورا (به لاتین: Trzebiechów, Zielona Góra County) یک سکونتگاه مسکونی در لهستان است که در Gmina Trzebiechów واقع شده‌است.

## خصوصیات
چبیکو ۹۲۰ نفر جمعیت دارد.